# Dani Klein
Dani Klein (* 1. Januar 1953 als Danielle Schoovaerts in Brüssel) ist eine belgische Sängerin. Sie wurde 1987 mit der Band Vaya Con Dios bekannt. 

## Leben und Wirken
Klein wurde 1953 in Brüssel geboren. Ihre Karriere begann als Backgroundsängerin für einige flämische Bands, darunter das Elektronik-Projekt Arbeid Adelt! mit Marcel Vanthilt. 1987 gelang ihr zusammen mit dem Kontrabassisten Dirk Schoufs, den sie in einer Brüsseler Kneipe kennengelernt hatte, und Willy Lambregt (Leadgitarre) mit der ersten Single Just a Friend of Mine ihrer gemeinsamen Band Vaya Con Dios der Durchbruch. In der Folge hatte die Band großen internationalen Erfolg mit Titeln wie Don’t Cry for Louie, Nah Neh Nah und What’s a Woman.
Nach einiger Zeit begann ein ständiger Wechsel bei den Bandmitgliedern, einzig Klein blieb beständig dabei. Den frühen Tod ihres Bassisten und guten Freundes Dirk Schoufs 1991 verarbeitete sie musikalisch größtenteils auf dem Album Time Flies. 1996 löste sie die Band auf. Erst 2004 produzierte sie mit The Promise wieder ein Vaya-Con-Dios-Album. 1999 hatte Dani Klein ein Album mit dem Titel Purple Prose mit einer neuen gleichnamigen Band aufgenommen. 
Im März 2013 hat die Band Vaya Con Dios mit Klein und zwei Konzerten in Bukarest eine Abschiedstour gestartet, mit Abschluss im Dezember 2013 in Vilnius und Tallinn. 2015 veröffentlichte Klein ihr erstes eigenes Album nach dem Ende der Band zusammen mit Sal La Rocca, auf dem sie Lieder von Billie Holiday neu interpretierte. Dani Sings Billie stieg im September in die belgischen Albumcharts ein.

## Diskografie
Alben
- 2015: Dani Sings Billie (Dani Klein & Sal La Rocca)